# Dobri Dobrev
Pour les articles homonymes, voir Dobrev.
Dobri Dimitrov Dobrev (en bulgare : Добри Димитров Добрев), communément appelé Dyado Dobri (en bulgare : Дядо Добри ; "Grand-père Dobri"), est un philanthrope mendiant bulgare, né le 20 juillet 1914 dans le village de Bailovo et mort le 13 février 2018 au monastère de Kremikovtsi. Il était connu pour marcher, chaque jour, plusieurs kilomètres pour s'asseoir ou se tenir debout face à la cathédrale Alexandre-Nevski de Sofia, afin de mendier de l'argent.
« Le Saint de Bailovo » offrait tout l'argent qu'il récoltait grâce à sa mendicité à des œuvres de charité, des orphelinats, des églises ou des monastères.

## Biographie
Son père Dimitar mourut durant la Première Guerre mondiale et Dobri Dobrev fut élevé par sa mère Katerina. Lors de l'un des bombardements sur Sofia durant la Seconde Guerre mondiale, un obus éclata près de lui et il perdit la quasi-totalité de son ouïe.
Avec le temps, Dobrev se sépara des aspects matérialistes de l'existence pour se consacrer entièrement à la vie spirituelle. Autour de l'an 2000, il décida de céder tous ses biens matériels à une église, Saint-Cyrille-et-Méthode, et il vivait dans une petite extension très modeste de celle-ci, dans son village natal de Bailovo. Autour de ces mêmes années, il développa son projet d'amasser des fonds pour la reconstruction des églises et des monastères en Bulgarie. Son nouveau mode de vie et l'exemple qu'il donnait avec son ascétisme amenèrent un grand nombre de gens à l'appeler « le Saint de Bailovo ».